# Klevgölen
Klevgölen är en sjö i Motala kommun i Östergötland och ingår i Motala ströms huvudavrinningsområde. Sjöns area är 0,044 kvadratkilometer och den är belägen 158 meter över havet.